# 1912 en architecture
| Années de l'architecture : 1909 - 1910 - 1911 - 1912 - 1913 - 1914 - 1915    |
| Décennies de l'architecture : 1880 - 1890 - 1900 - 1910 - 1920 - 1930 - 1940 |

Cet article présente les faits marquants de l'année 1912 en architecture.

## Réalisations
- 21 octobre : achèvement de la Casa Milà (Maison Milà en catalan), l'une des réalisations les plus spectaculaires de l'architecte Antoni Gaudí à Barcelone. Elle figure, depuis 1984 sur la liste du patrimoine mondial de l'UNESCO. Elle est sise au 92, Passeig de Gràcia, au cœur de la principale extension urbaine de Barcelone, le quartier de l'Eixample.
- Début de la construction du bâtiment de la coopérative commerciale Scheepvaarthuis dessiné par Johan van der Mey, première réalisation architecturale de l'École d'Amsterdam (fin en 1916).
- Construction de la Villa Mirasol à Mont-de-Marsan, dans un style Belle-Époque
- Achèvement de la Tour Ginzbourg de 12 étages, premier gratte-ciel d'Ukraine à Kiev (détruit en 1941).

## Événements
- x

## Récompenses
- Royal Gold Medal : Basil Champneys.
- Prix de Rome : Jacques Debat-Ponsan, premier grand prix ; Roger-Henri Expert second grand prix.

## Naissances
- 11 janvier : Hugh Stubbins Jr († 5 juillet 2006).
- 21 février : Henry Bernard († 10 décembre 1994).
- 1er décembre : Minoru Yamasaki († 7 février 1986).
- 15 décembre : Ray Eames († 21 août 1988).
- André Schimmerling († 9 novembre 2009).

## Décès
- 1er juin : Daniel Burnham (° 1846).
- Frank Furness (° 1839).